# Edward Calvin Kendall
Edward Calvin Kendall (8 de marzo de 1886 - 4 de mayo de 1972) fue un químico-bioquímico estadounidense. Trabajó, como investigador, en distintos hospitales y universidades. Aisló la hormona de la glándula tiroides, a la que llamó tiroxina. Y quien, junto con Philip S. Hench y Tadeus Reichstein, ganaron el Premio Nobel de Fisiología o Medicina en 1950 por sus investigaciones en la Clínica Mayo de la estructura y efectos biológicos de las hormonas de la corteza adrenal. El obtuvo el crédito por el descubrimiento de la hormona Cortisona. Obtuvo su B.S., M.A. y Ph.D. de la Universidad de Columbia en 1908, 1909 y 1910, respectivamente.